# Гравитационный потенциал

Гравитационный потенциал системы Земля-Луна. Видно, что тяготеющие тела образуют так называемые потенциальные ямы, а на бесконечности потенциал стремится к некоторому постоянному значению, которое может быть принято за нуль (в этом случае потенциал всюду отрицателен)

Гравитацио́нный потенциа́л — скалярная функция координат и времени, достаточная для полного описания гравитационного поля в классической механике. Имеет размерность квадрата скорости, обычно обозначается буквой {\displaystyle \varphi }. Гравитационный потенциал в данной точке пространства, задаваемой радиус-вектором {\displaystyle {\vec {r}}}, численно равен работе, которую выполняют гравитационные силы при перемещении пробного тела единичной массы по произвольной траектории из данной точки в точку, где потенциал принят равным нулю. Гравитационный потенциал равен отношению потенциальной энергии {\displaystyle U({\vec {r}})} небольшого тела, помещённого в эту точку, к массе тела {\displaystyle m}. Как и потенциальная энергия, гравитационный потенциал всегда определяется с точностью до постоянного слагаемого, обычно (но не обязательно) подбираемого таким образом, чтобы потенциал на бесконечности оказался нулевым. Например, гравитационный потенциал на поверхности Земли, отсчитываемый от бесконечно удалённой точки (если пренебречь гравитацией Солнца, Галактики и других тел), отрицателен и равен −62,7·106 м2/с2 (половине квадрата второй космической скорости).
Впервые понятие гравитационного потенциала ввёл в науку Адриен Мари Лежандр в конце XVIII века. 
В современных теориях гравитации роль гравитационного потенциала обычно играют тензорные поля. Так, в стандартной в настоящее время теории гравитации — общей теории относительности — роль гравитационного потенциала играет метрический тензор.

## Гравитационный потенциал и уравнения движения
Движение частицы в гравитационном поле в классической механике определяется функцией Лагранжа, имеющей в инерциальной системе отсчета вид:
{\displaystyle L={\frac {m{\dot {q}}^{2}}{2}}-m\varphi ,}
где {\displaystyle m} — масса частицы, {\displaystyle q} — обобщённая координата частицы, {\displaystyle \varphi } — потенциал гравитационного поля.
Подставляя выражение для лагранжиана {\displaystyle L} в уравнения Лагранжа:
{\displaystyle {\frac {d}{dt}}{\frac {\partial L}{\partial {\dot {q}}}}-{\frac {\partial L}{\partial q}}=0,}
получаем уравнения движения
{\displaystyle {\ddot {q}}=-\operatorname {grad} \varphi .}
Уравнения движения частицы в гравитационном поле в классической механике не содержат массы {\displaystyle m} или другой величины, характеризующей частицу. Этот факт является отражением принципа эквивалентности сил гравитации и инерции.

## Гравитационный потенциал точечной массы и произвольного тела
Гравитационный потенциал, создаваемый точечной массой {\displaystyle M}, расположенной в начале координат, равен
{\displaystyle \varphi ({\vec {r}})=-{\frac {GM}{r}}+C,}
где {\displaystyle G} — гравитационная постоянная, {\displaystyle r} — расстояние от начала координат (модуль радиус-вектора {\displaystyle {\vec {r}}}). Через {\displaystyle C} обозначена произвольная константа, опускаемая при выборе {\displaystyle \varphi =0} на бесконечности. 
Эта же формула справедлива для гравитационного потенциала вне любого тела со сферически-симметричным распределением массы. Примером может быть однородный шар или тонкая сфера. (Примечание: внутри сферы потенциал равен потенциалу сферы {\displaystyle -GM/a}, где {\displaystyle a} — радиус сферы).
В общем случае, гравитационный потенциал, создаваемый произвольным распределением массы (плотность {\displaystyle \rho } зависит от координат произвольным образом), удовлетворяет уравнению Пуассона
{\displaystyle \Delta \varphi ({\vec {r}})=4\pi G\rho ({\vec {r}}),}
где {\displaystyle \Delta } — оператор Лапласа. Решение такого уравнения имеет вид
{\displaystyle \varphi ({\vec {r}})=-G\int _{V^{\prime }}{\frac {\rho ({\vec {r}}^{\prime })dV^{\prime }}{|{\vec {r}}-{\vec {r}}^{\prime }|}}+C.}
Здесь {\displaystyle {\vec {r}}} — радиус-вектор точки, в которой ищется потенциал, а {\displaystyle {\vec {r}}^{\prime }} — радиус-вектор бесконечно малого элемента объёма {\displaystyle dV^{\prime }} с плотностью вещества {\displaystyle \rho ({\vec {r}}^{\prime })}; интегрирование выполняется по всему объёму тел, создающих поле. 

## Гравитационный потенциал и гравитационная энергия
Потенциальная энергия частицы, находящейся в гравитационном поле в точке {\displaystyle {\vec {r}}}, равна потенциалу поля в этой точке, умноженному на массу частицы {\displaystyle m}: 
{\displaystyle U({\vec {r}})=m\varphi ({\vec {r}}).}
Под гравитационной энергией системы тел (дискретных частиц) понимается потенциальная энергия, обусловленная взаимным гравитационным тяготением этих частиц. Она равна половине суммы потенциальных энергий отдельных частиц; деление на два позволяет избежать двукратного учёта одних и тех же взаимодействий. Например, для пары материальных точек на расстоянии {\displaystyle l} друг от друга
{\displaystyle U_{g}={\frac {1}{2}}\left[U_{1}+U_{2}\right]={\frac {1}{2}}\left[-G{\frac {m_{1}m_{2}}{l}}-G{\frac {m_{2}m_{1}}{l}}\right]=-G{\frac {m_{1}m_{2}}{l}};}
здесь {\displaystyle U_{1}} — потенциальная энергия первой точки в поле второй, а {\displaystyle U_{2}} — второй в поле первой.
Аналогично, для гравитационной энергии непрерывного распределения масс справедливо выражение:
{\displaystyle U_{g}={\frac {1}{2}}\int _{V}\rho ({\vec {r}})\varphi ({\vec {r}})dV,}
где {\displaystyle \rho } — плотность массы, {\displaystyle \varphi } — гравитационный потенциал, вычисляемый по формулам из предыдущего раздела, {\displaystyle V} — объём тела. Так, гравитационная энергия шара массой {\displaystyle m} и радиуса {\displaystyle a}, с равномерным распределением плотности, составляет {\displaystyle U_{g}=-3Gm^{2}/5a}.

## Разложения гравитационного потенциала в ряд
В целях вычисления гравитационного потенциала произвольной системы масс на больших расстояниях от неё можно произвести разложение:
{\displaystyle \varphi =-G\left({\frac {M}{R_{0}}}+{\frac {1}{6}}D_{\alpha \beta }{\frac {\partial ^{2}}{\partial {X_{\alpha }}\partial {X_{\beta }}}}{\frac {1}{R_{0}}}+...\right),}
где {\displaystyle M=\int \rho dV} — полная масса системы, а величины:
{\displaystyle D_{\alpha \beta }=\int \rho (3x_{\alpha }x_{\beta }-r^{2}\delta _{\alpha \beta })dV}
формируют тензор квадрупольного момента масс. Он связан с обычным тензором моментов инерции
{\displaystyle J_{\alpha \beta }=\int \rho (r^{2}\delta _{\alpha \beta }-x_{\alpha }x_{\beta })dV}
очевидными соотношениями
{\displaystyle D_{\alpha \beta }=J_{\gamma \gamma }\delta _{\alpha \beta }-3J_{\alpha \beta }.}
Возможно также разложение по сферическим функциям, применяющееся, в частности, при анализе гравитационных полей космических тел:
{\displaystyle \varphi =-{\frac {GM}{r}}\left(1-\sum _{n=2}^{\infty }J_{n}\left({\frac {R}{r}}\right)^{n}P_{n}(\sin \theta )+\sum _{n=2}^{\infty }\sum _{k=2}^{n}\left({\frac {R}{r}}\right)^{n}(C_{nk}\cos(k\lambda )+S_{nk}\sin(k\lambda ))P_{n}^{k}(\sin \theta )\right).}
Здесь {\displaystyle r,\theta ,\lambda } — сферические координаты точки наблюдения, {\displaystyle P_{n}} — полином Лежандра n-го порядка, {\displaystyle P_{n}^{k}} — присоединённые полиномы Лежандра, {\displaystyle J_{n},C_{nk},S_{nk}} — гравитационные моменты.

## Гравитационный потенциал и общая теория относительности
В общей теории относительности уравнения движения материальной точки в гравитационном поле имеют вид: 
{\displaystyle {\frac {d^{2}x^{i}}{ds^{2}}}+\Gamma _{rs}^{i}{\frac {dx^{r}}{ds}}{\frac {dx^{s}}{ds}}=0,}
где {\displaystyle \Gamma _{rs}^{i}={\frac {g^{ik}}{2}}\left({\frac {dg_{kr}}{dx^{s}}}+{\frac {dg_{ks}}{dx^{r}}}-{\frac {dg_{rs}}{dx^{k}}}\right)} — символы Кристоффеля. Здесь {\displaystyle g_{ik}} — метрический тензор, характеризующий гравитационное поле в общей теории относительности.
Из сравнения этих уравнений движения с уравнениями движения ньютоновской механики {\displaystyle {\frac {d^{2}x^{i}}{dt^{2}}}=-{\frac {d\varphi }{dx^{i}}}} видно, что в общей теории относительности роль гравитационного потенциала {\displaystyle \varphi } играет метрический тензор.
В случае скоростей, малых по сравнению со скоростью света, и слабых постоянных гравитационных полей уравнения движения принимают вид
{\displaystyle {\frac {d^{2}x^{i}}{dt^{2}}}=-c^{2}\Gamma _{44}^{i}}
для пространственных координат {\displaystyle i=1,2,3} и {\displaystyle x^{4}=ct} для временной координаты. Пренебрегая производными по времени, вместо {\displaystyle \Gamma _{44}^{i}} можно подставить {\displaystyle -{\frac {1}{2}}{\frac {dg_{44}}{dx^{i}}}} и таким образом получить ньютоновские уравнения движения
{\displaystyle {\frac {d^{2}x^{i}}{dt^{2}}}=-{\frac {d\varphi }{dx^{i}}}.}
Здесь гравитационный потенциал {\displaystyle \varphi } и компонента метрического тензора {\displaystyle g_{44}} связаны соотношениями 
{\displaystyle \varphi =-{\frac {1}{2}}c^{2}(g_{44}+1)}, {\displaystyle g_{44}=-\left(1+{\frac {2\varphi }{c^{2}}}\right).}
В силу того, что элемент мировой линии покоящихся часов равен {\displaystyle ds^{2}=g_{44}(dx^{4})^{2}}, а время {\displaystyle t={\frac {x^{4}}{c}}}, замедление хода часов в гравитационном поле будет 
{\displaystyle t_{g}={\frac {t}{\sqrt {-g_{44}}}}={\frac {t}{\sqrt {1+{\frac {2\varphi }{c^{2}}}}}}\approx t\left(1-{\frac {\varphi }{c^{2}}}\right).}
Относительное замедление хода времени в точке с меньшим значением гравитационного потенциала по сравнению с временем в точке с большим значением гравитационного потенциала равно разности гравитационных потенциалов в этих точках, делённой на квадрат скорости света.